# Квартьєр-Морін
Квартьєр-Морін (гаїт. креол. Katye Moren) — місто й комуна у Північному департаменті Гаїті. Має 19 241 жителів.